# Шенонсо (коммуна)
Шенонсо (фр. Chenonceaux) — коммуна во Франции, в регионе Центр, департамент Эндр и Луара. По территории коммуны протекает река Шер. Ближайший крупный город — Тур. Расстояние от Парижа — 195 км.

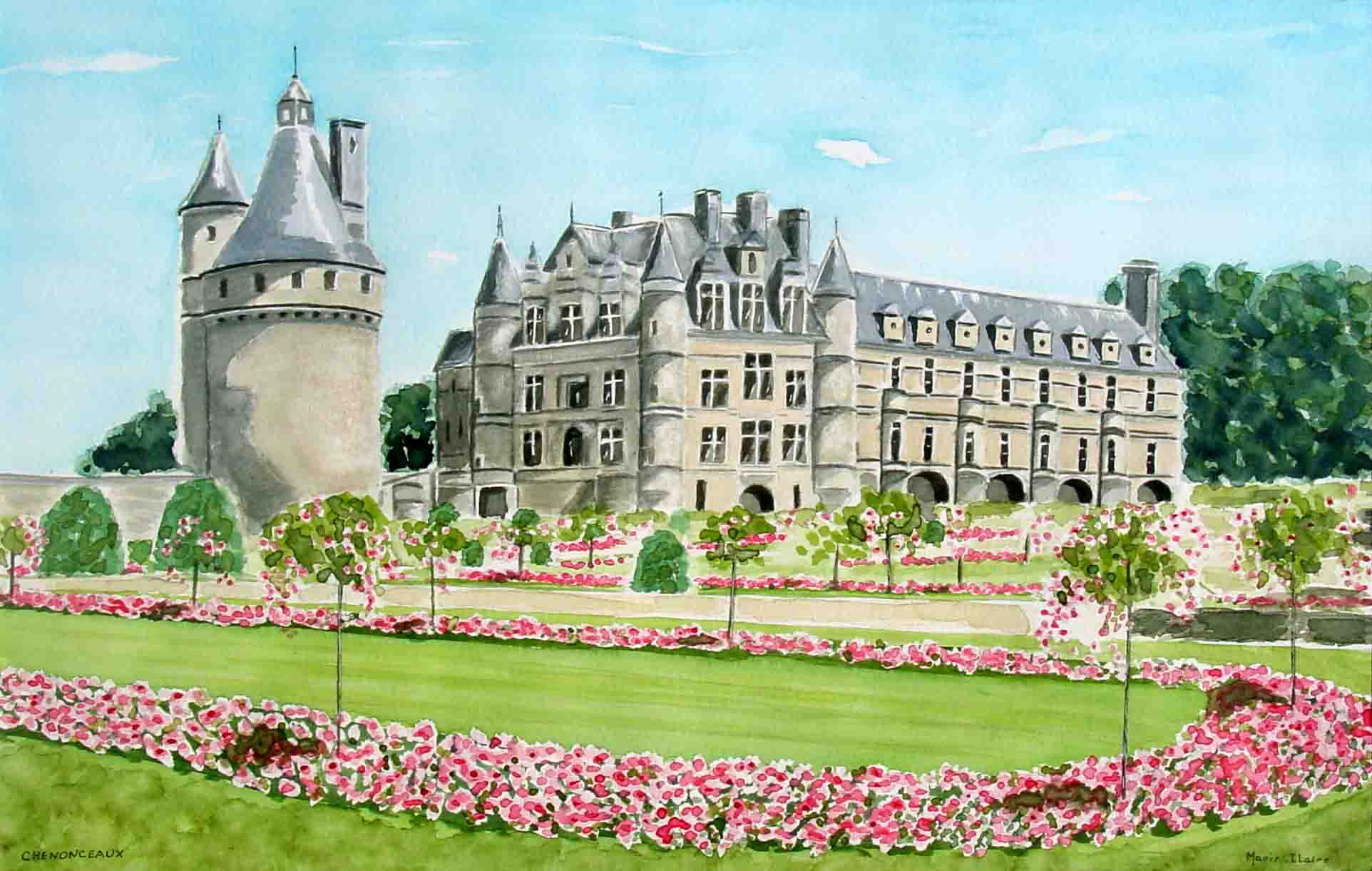
Замок и его цветники.

Площадь коммуны — 4,3 км2. Население, согласно переписи 2006 года, — 356 человек. Плотность населения — 82,2 человека на км2.
Достопримечательностью является замок Шенонсо, образец ренессансной архитектуры, перестроенный в XVI веке из средневековой крепости. Замок славится внутренним убранством: обоями фламандской работы, мебелью и коллекцией картин эпохи Возрождения.